# Dok2
Lee Joon-Kyung (kor. 이준경 I Jun-gyeong, * 28. März 1990), bekannt als Dok2 (도끼 Dokki), ist ein südkoreanischer Rapper, Plattenproduzent und Mitbegründer des Musiklabels Illionaire Records, von dem er sich im Februar 2020 trennte.

## Biografie

### Familie
Dok2s Mutter ist Koreanerin, sein Vater spanischer und philippinischer Herkunft.

### Karriere
Dok2 unterschrieb im Alter von 13 Jahren bei Future Flow Entertainment und begann, Songs für etablierte koreanische Hip-Hop-Gruppen zu schreiben, darunter Drunken Tiger, Dynamic Duo und Epik High.
Unter dem Namen All Black veröffentlichte Dok2 mit Rapper-Freund Microdot im Jahr 2006 das Album Chapter 1.
2009 veröffentlichte er sein erstes Solo-Mini-Album, Thunderground, unter dem inzwischen aufgelösten Label Map the Soul von Epik High.
Im darauf folgenden Jahr legte er mit dem Album It's We unter Hiphopplaya nach, während das nächste Album Crazy 2017 bei seinem neugegründeten Label, Illionaire Records, erschien. Dok2 hat außerdem eine Reihe von Singles veröffentlicht und war Feature für etliche Künstler, darunter auch K-Pop-Stars wie G-Dragon oder HyunA. 2015 und 2016 wurde er bei den Mnet Asian Music Awards für die Songs Me bzw. 1llusion in der Kategorie „Beste Rap-Performance“ nominiert, gewann den Award jedoch nicht.
Im Februar 2020 verkündeten Illionaire Records auf Instagram, dass sich Dok2 vom Label trennt und eigene Wege gehen wird.

### Illionaire Records
Im Jahr 2011 gründeten Dok2 und Rapper The Quiett Illionaire Records, zu dem auch Beenzino gehört. Trotz seiner geringen Größe gilt Illionaire Records aufgrund der Beliebtheit seiner Künstler als eines der einflussreichsten Hip-Hop-Plattenlabels in Südkorea.

### Show Me The Money
Mediale Sichtbarkeit erlangte Dok2 2014 auch durch seine Teilnahme in der Jury des TV-Rap-Wettbewerbs Show Me the Money, in dessen dritter Staffel er mit The Quiett ein Produzententeam bildete und Rapper Bobby (Mitglied der Gruppe iKON) zum Sieg verhalf. Sie nahmen erneut an der fünften Staffel der Show teil. In der sechsten Staffel bildete Dok2 ein Produzententeam mit Jay Park.

## Diskografie

### Studioalben
| Jahr | Titel Musiklabel                          | Höchstplatzierung, Gesamtwochen, AuszeichnungChartsChartplatzierungen (Jahr, Titel, Musiklabel, Platzierungen, Wochen, Auszeichnungen, Anmerkungen) | Anmerkungen                                              |
| Jahr | Titel Musiklabel                          | KR | Anmerkungen                                              |
| ---- | ----------------------------------------- | --- | -------------------------------------------------------- |
| 2009 | Illstrumentalz Vol. 1 Hiphopplaya         | — | Erstveröffentlichung: 14. Mai 2009                       |
| 2011 | Flow 2 Flow Hiphopplaya                   | — | Erstveröffentlichung: 25. Januar 2011 mit Double K       |
| 2011 | Hustle Real Hard Hiphopplaya              | — | Erstveröffentlichung: 19. April 2011                     |
| 2012 | Love & Life, The Album Illionaire Records | — | Erstveröffentlichung: 24. Februar 2012                   |
| 2015 | Multillionaire Illionaire Records         | KR9 (… Wo.)KR | Erstveröffentlichung: 23. Juni 2015 Verkäufe KR: + 2.691 |
| 2017 | Reborn Illionaire Records                 | KR27 (… Wo.)KR | Erstveröffentlichung: 28. März 2017 Verkäufe KR: + 960   |

grau schraffiert: keine Chartdaten aus diesem Jahr verfügbar

### EPs
| Jahr | Titel Musiklabel                   | Höchstplatzierung, Gesamtwochen, AuszeichnungChartsChartplatzierungen (Jahr, Titel, Musiklabel, Platzierungen, Wochen, Auszeichnungen, Anmerkungen) | Anmerkungen                                  |
| Jahr | Titel Musiklabel                   | KR | Anmerkungen                                  |
| ---- | ---------------------------------- | --- | -------------------------------------------- |
| 2009 | Thunderground Map the Soul, CJ E&M | — | Erstveröffentlichung: 25. November 2009      |
| 2010 | It’s We Hiphopplaya                | — | Erstveröffentlichung: 27. Juli 2010 mit Rado |
| 2017 | Crazy Illionaire Records, CJ E&M   | — | Erstveröffentlichung: 17. November 2017      |

grau schraffiert: keine Chartdaten aus diesem Jahr verfügbar

### Mixtapes
| Jahr | Titel Musiklabel                                | Höchstplatzierung, Gesamtwochen, AuszeichnungChartsChartplatzierungen (Jahr, Titel, Musiklabel, Platzierungen, Wochen, Auszeichnungen, Anmerkungen) | Anmerkungen                                            |
| Jahr | Titel Musiklabel                                | KR | Anmerkungen                                            |
| ---- | ----------------------------------------------- | --- | ------------------------------------------------------ |
| 2008 | Thunderground Musik Mixtape Vol. 1 –            | — | Erstveröffentlichung: 2008                             |
| 2010 | Thunderground Mixtape Vol. 2 Hiphopplaya        | — | Erstveröffentlichung: 6. April 2010                    |
| 2010 | Rapsolute Mixtape, Vol. 1 –                     | — | Erstveröffentlichung: 15. August 2010 feat. The Quiett |
| 2011 | Do It For The Fans Illionaire Records           | — | Erstveröffentlichung: 8. November 2011                 |
| 2013 | South Korean Rapstar Mixtape Illionaire Records | — | Erstveröffentlichung: 11. Januar 2013                  |

### Singles als Leadmusiker
| Jahr | Titel Album                                        | Höchstplatzierung, Gesamtwochen, AuszeichnungChartsChartplatzierungen (Jahr, Titel, Album, Platzierungen, Wochen, Auszeichnungen, Anmerkungen) | Anmerkungen                                                                            |
| Jahr | Titel Album                                        | KR | Anmerkungen                                                                            |
| ---- | -------------------------------------------------- | --- | -------------------------------------------------------------------------------------- |
| 2008 | I’mma Shine Illstrumentalz Vol.1                   | — | Erstveröffentlichung: 2008 feat. Mr. Gordo                                             |
| 2009 | Take My Hand Illstrumentalz Vol.1                  | — | Erstveröffentlichung: 2009 feat. D.N.G                                                 |
| 2009 | It’s Me Thunderground                              | — | Erstveröffentlichung: 2009 feat. Joo Young                                             |
| 2010 | Fantom –                                           | — | Erstveröffentlichung: 2010 feat. Beenzino                                              |
| 2011 | That’s Me Hustle Real Hard                         | — | Erstveröffentlichung: 2011 feat. Rado                                                  |
| 2011 | My Love Hustle Real Hard                           | KR93 (… Wo.)KR | Erstveröffentlichung: 2011 feat. Jay Park                                              |
| 2012 | Don’t Do That (그쯤에서 해) –                      | — | Erstveröffentlichung: 2012 feat. The Quiett, Beenzino                                  |
| 2012 | Leave Me Alone (Fuck You) Love & Life, The Album   | — | Erstveröffentlichung: 2012                                                             |
| 2012 | Best Time (In Our Life) Love & Life, The Album     | — | Erstveröffentlichung: 2012                                                             |
| 2012 | Love & Life Love & Life, The Album                 | — | Erstveröffentlichung: 2012 feat. Rado                                                  |
| 2012 | Hunnit Orange Revolution Festival Part 4           | — | Erstveröffentlichung: 2012 feat. DJ Dopsh                                              |
| 2012 | Rapstar South Korean Rapstar Mixtape               | — | Erstveröffentlichung: 2012                                                             |
| 2013 | Outchea Ruthless, The Album                        | — | Erstveröffentlichung: 2013                                                             |
| 2013 | Runnin’ (Final Things) Ruthless, The Album         | — | Erstveröffentlichung: 2013                                                             |
| 2013 | Handz Up Ruthless, The Album                       | — | Erstveröffentlichung: 2013 feat. Jay Park                                              |
| 2014 | We Gotta Know Multillionaire                       | — | Erstveröffentlichung: 2014                                                             |
| 2014 | Chikichakachokocho (치키차카초코초) Multillionaire | KR58 (… Wo.)KR | Erstveröffentlichung: 2014                                                             |
| 2015 | Riatch Multillionaire                              | KR58 (… Wo.)KR | Erstveröffentlichung: 2015                                                             |
| 2015 | Multillionaire                                     | KR49 (… Wo.)KR | Erstveröffentlichung: 2015                                                             |
| 2015 | Still On My Way Multillionaire                     | KR76 (… Wo.)KR | Erstveröffentlichung: 2015 feat. Zion.T                                                |
| 2015 | 111% Multillionaire                                | KR28 (… Wo.)KR | Erstveröffentlichung: 2015 feat. Zion.T                                                |
| 2016 | Future Flame –                                     | — | Erstveröffentlichung: 2016                                                             |
| 2016 | Bad Vibes Lonely –                                 | — | Erstveröffentlichung: 2016 feat. Dean                                                  |
| 2016 | 1llusion –                                         | KR5 (… Wo.)KR | Erstveröffentlichung: 2016                                                             |
| 2016 | Sprite On You –                                    | — | Erstveröffentlichung: 2016                                                             |
| 2016 | Beverly 1lls (Remix) –                             | KR31 (… Wo.)KR | Erstveröffentlichung: 2016 feat. The Quiett                                            |
| 2016 | Just 1llin’ –                                      | — | Erstveröffentlichung: 2016                                                             |
| 2017 | 1ll Recognize 1ll –                                | — | Erstveröffentlichung: 2017                                                             |
| 2017 | Ambition And Vision Reborn                         | — | Erstveröffentlichung: 2017 feat. Beenzino, Changmo, Kim Hyo Eun, Hash Swan, The Quiett |
| 2017 | Rollercoaster Reborn                               | — | Erstveröffentlichung: 2017 feat. Joe Won Sun                                           |
| 2017 | Crazy                                              | — | Erstveröffentlichung: 2017                                                             |
| 2018 | 1llogic –                                          | — | Erstveröffentlichung: 2018 feat. Chancellor                                            |
| 2018 | Be the God –                                       | — | Erstveröffentlichung: 2018                                                             |
| 2018 | Bliss –                                            | — | Erstveröffentlichung: 2018 feat. Sumin                                                 |
| 2018 | Ready to Listen (들어줄게) –                       | — | Erstveröffentlichung: 2018 feat. MK                                                    |
| 2018 | On My Way 3 (그곳에서) –                           | — | Erstveröffentlichung: 2018 feat. Kim Bum-soo                                           |
| 2018 | Watch Your Mouth (말 조 심) –                      | — | Erstveröffentlichung: 2018                                                             |
| 2019 | Lobby –                                            | — | Erstveröffentlichung: 2019                                                             |
| 2019 | Marathon (마라톤) –                                | — | Erstveröffentlichung: 2019                                                             |
| 2019 | So Far So Good –                                   | — | Erstveröffentlichung: 2019 feat. Ann One, Double K                                     |
| 2019 | Endxiety –                                         | — | Erstveröffentlichung: 2019                                                             |

grau schraffiert: keine Chartdaten aus diesem Jahr verfügbar

### Singles als Gastmusiker
| Jahr | Titel Album                                             | Höchstplatzierung, Gesamtwochen, AuszeichnungChartsChartplatzierungen (Jahr, Titel, Album, Platzierungen, Wochen, Auszeichnungen, Anmerkungen) | Anmerkungen                                                                                        |
| Jahr | Titel Album                                             | KR | Anmerkungen                                                                                        |
| ---- | ------------------------------------------------------- | --- | -------------------------------------------------------------------------------------------------- |
| 2010 | So Nice It’s We                                         | — | Erstveröffentlichung: 2010 mit Rado                                                                |
| 2010 | iPhone Girl –                                           | — | Erstveröffentlichung: 2010 mit The Quiett, feat. Crucial Star                                      |
| 2011 | 21st Century Travelman (21세기형 나그네) Flow 2 Flow    | — | Erstveröffentlichung: 2011 mit Double K                                                            |
| 2011 | We Here –                                               | — | Erstveröffentlichung: 2011 mit The Quiett                                                          |
| 2011 | Illionaire Way –                                        | — | Erstveröffentlichung: 2011 mit The Quiett, Beenzino                                                |
| 2013 | Believe Me (나만 믿어) –                                | — | Erstveröffentlichung: 2013 mit Taewan                                                              |
| 2014 | My Love (Piano Version) –                               | — | Erstveröffentlichung: 2014 mit Changmo                                                             |
| 2014 | Rockin’ With The Best –                                 | KR96 (… Wo.)KR | Erstveröffentlichung: 2014 mit The Quiett, Beenzino                                                |
| 2014 | Finale –                                                | KR30 (… Wo.)KR | Erstveröffentlichung: 2014 mit Sojin                                                               |
| 2014 | Good Luck –                                             | KR98 (… Wo.)KR | Erstveröffentlichung: 2014 mit The Quiett                                                          |
| 2015 | Peep (힐끔힐끔) –                                       | — | Erstveröffentlichung: 2015 mit One, The Quiett                                                     |
| 2015 | Temperature Differences (Remix) (온도차이 Remix) –      | — | Erstveröffentlichung: 2015 mit Moonshine                                                           |
| 2015 | Goal Keeper (골키퍼) –                                  | KR60 (… Wo.)KR | Erstveröffentlichung: 2015 mit Microdot                                                            |
| 2015 | These Days I (요즘 내가) –                              | — | Erstveröffentlichung: 2015 mit Highbrow                                                            |
| 2016 | Air DoTheQ (공중도덕) Show Me The Money 5               | KR5 (… Wo.)KR | Erstveröffentlichung: 2016 mit The Quiett, Superbee, Myundo, Flowsik                               |
| 2016 | Rapstar (Remix) Show Me The Money 5                     | KR46 (… Wo.)KR | Erstveröffentlichung: 2016 mit Flowsik, The Quiett                                                 |
| 2016 | Air DoTheQ Part 2 (공중도덕 Part 2) Show Me The Money 5 | KR67 (… Wo.)KR | Erstveröffentlichung: 2016 mit The Quiett, Superbee                                                |
| 2016 | Paradise –                                              | — | Erstveröffentlichung: 2016 mit Jero                                                                |
| 2016 | Like (처럼) Great Legacy                                | KR7 (… Wo.)KR | Erstveröffentlichung: 2016 mit Yoo Jae-suk, feat. Lee Hi                                           |
| 2017 | Most Hated (니가 싫어하는 노래) –                       | — | Erstveröffentlichung: 2017 mit Jay Park                                                            |
| 2017 | S.M.T.M (Show Me The Money) Show Me The Money 6         | KR82 (… Wo.)KR | Erstveröffentlichung: 2017 mit Sleepy, Hash Swan, Olltii, Black Nine, Punchnello, Penomeco, Ignito |
| 2017 | My Way Fever Music 2017                                 | — | Erstveröffentlichung: 2017 mit The Quiett, feat. Changmo, Kim Hyo Eun                              |
| 2017 | No Switchin’ Sides –                                    | — | Erstveröffentlichung: 2017 mit The Quiett, Changmo, Kim Hyo Eun, Hash Swan                         |
| 2017 | Wu & the 1lly –                                         | — | Erstveröffentlichung: 2017 with The Quiett, Kim Hyo Eun, feat. Inspetah Deck, Masta Killa          |
| 2018 | We Bad –                                                | — | Erstveröffentlichung: 2018 mit The Quiett, Changmo                                                 |
| 2018 | Cali Shine –                                            | — | Erstveröffentlichung: 2018 mit Kim Bum-soo                                                         |
| 2020 | Life is Beautiful –                                     | — | Erstveröffentlichung: 2020 mit VaVa, Yitai Wang, Jessi                                             |